# Guglielmo da Montegrino

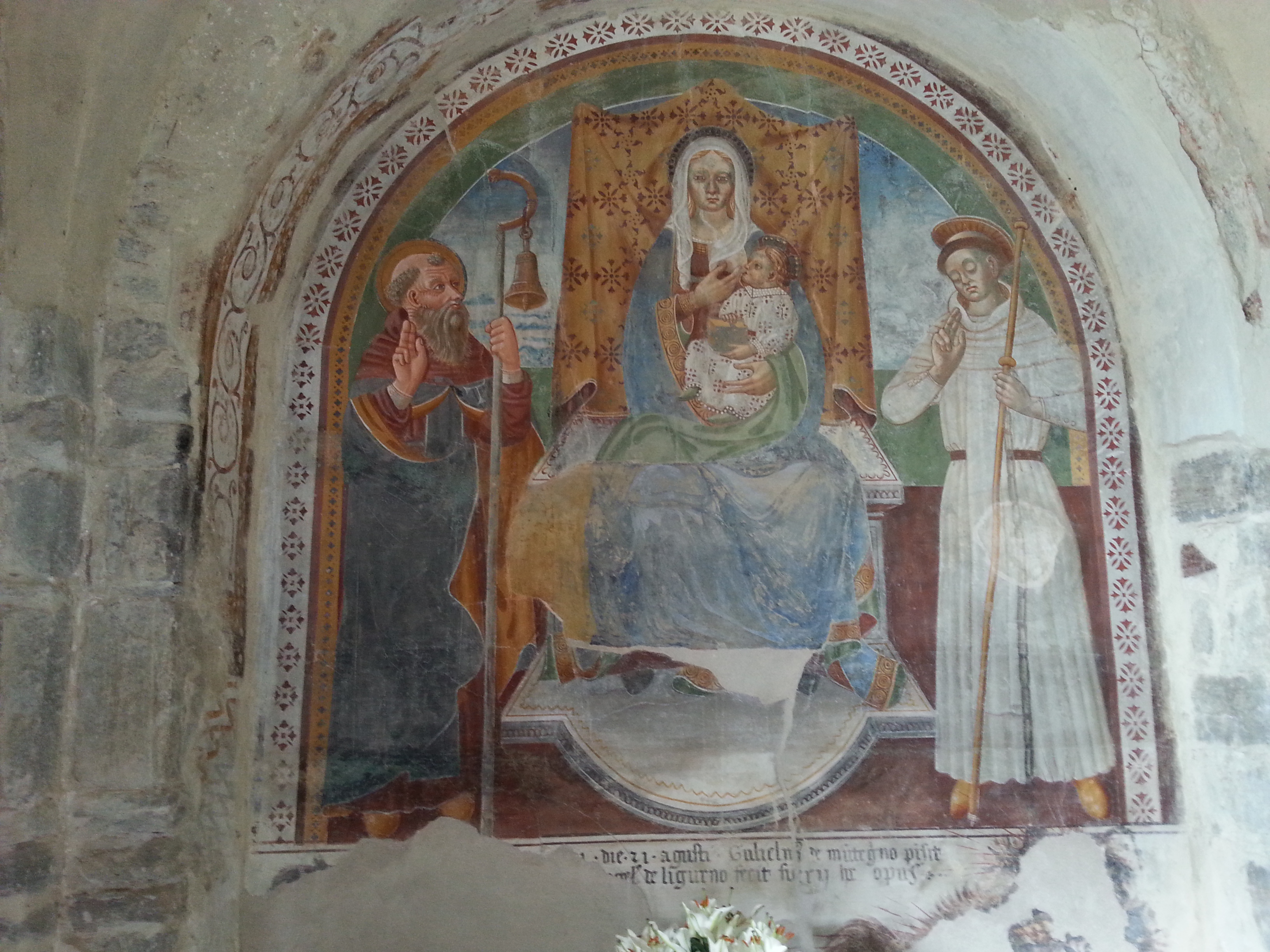
Guglielmo da Montegrino - Madonna del latte con i Santi Antonio abate e Bernardo - 1517 - Chiesa di San Michele - Alpe San Michele (Fraz.di Porto Valtravaglia)

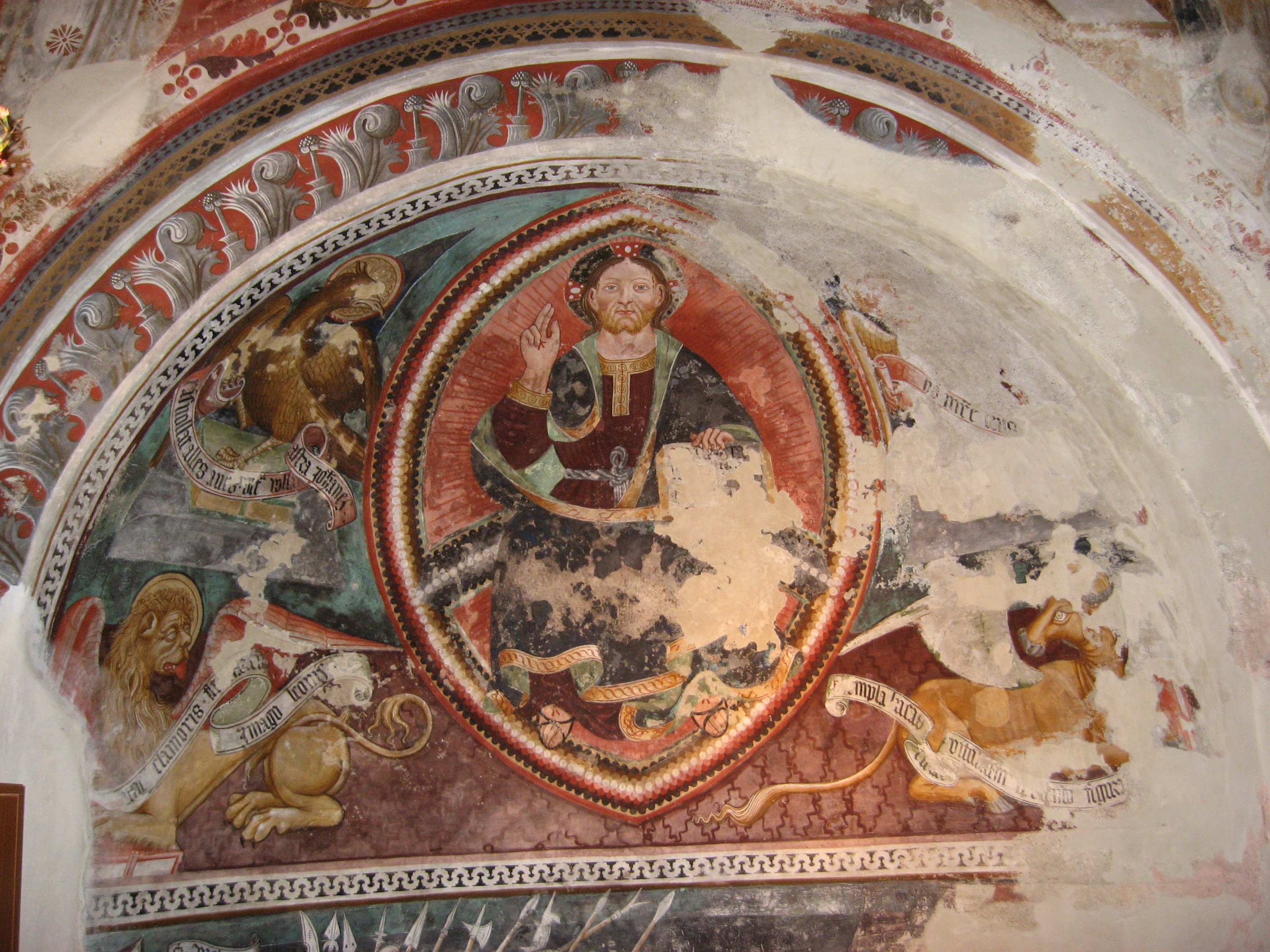
Guglielmo da Montegrino (attribuito) - verso 1510 - Majestas Domini- Collegiata di San Vittore, abside meridionale - Bedero Valtravaglia (Brezzo di Bedero)

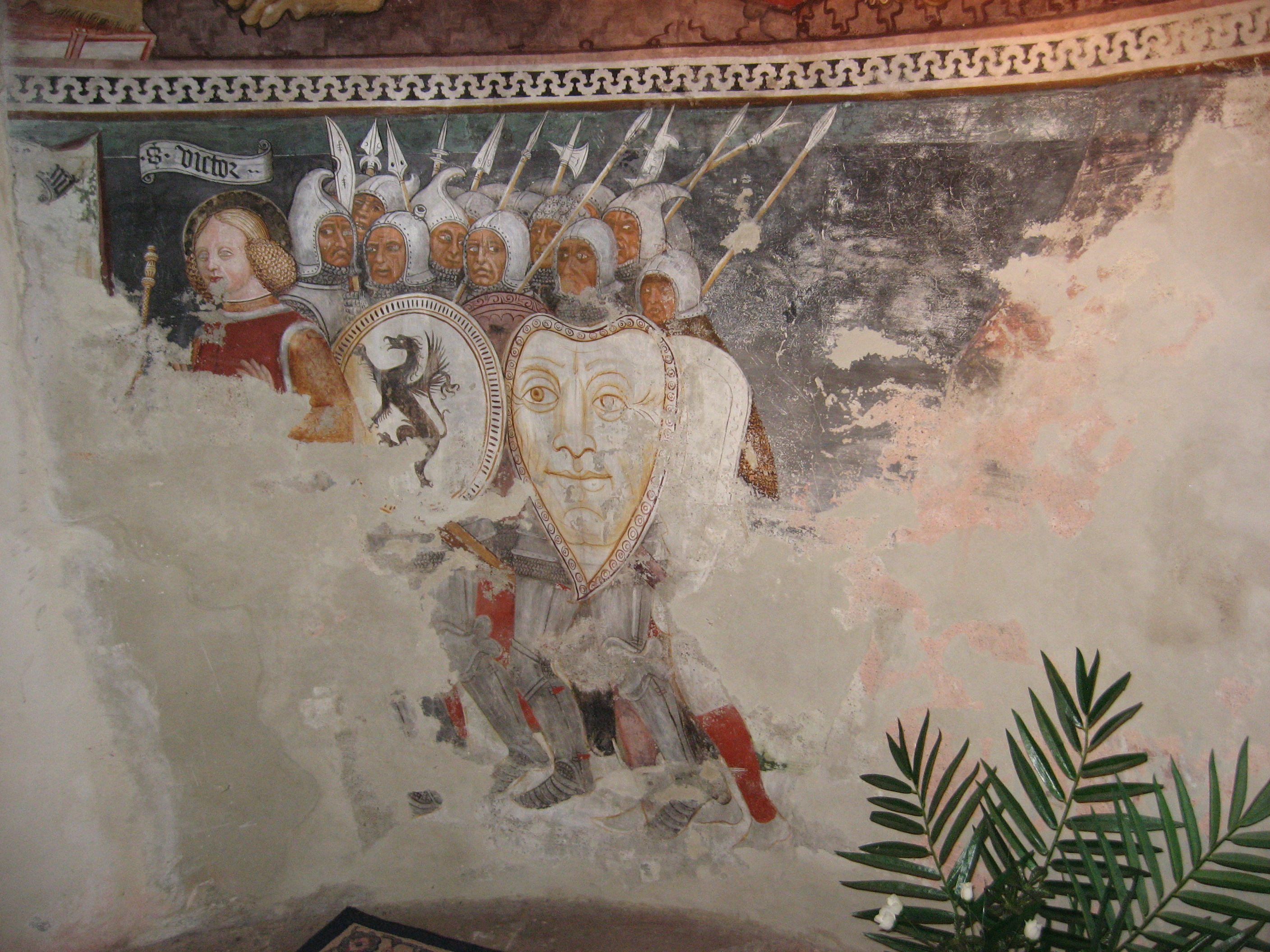
Guglielmo da Montegrino (attribuito) - verso il 1510 - Cattura di San Vittore - Collegiata di San Vittore, abside meridionale - Bedero Valtravaglia (Brezzo di Bedero)

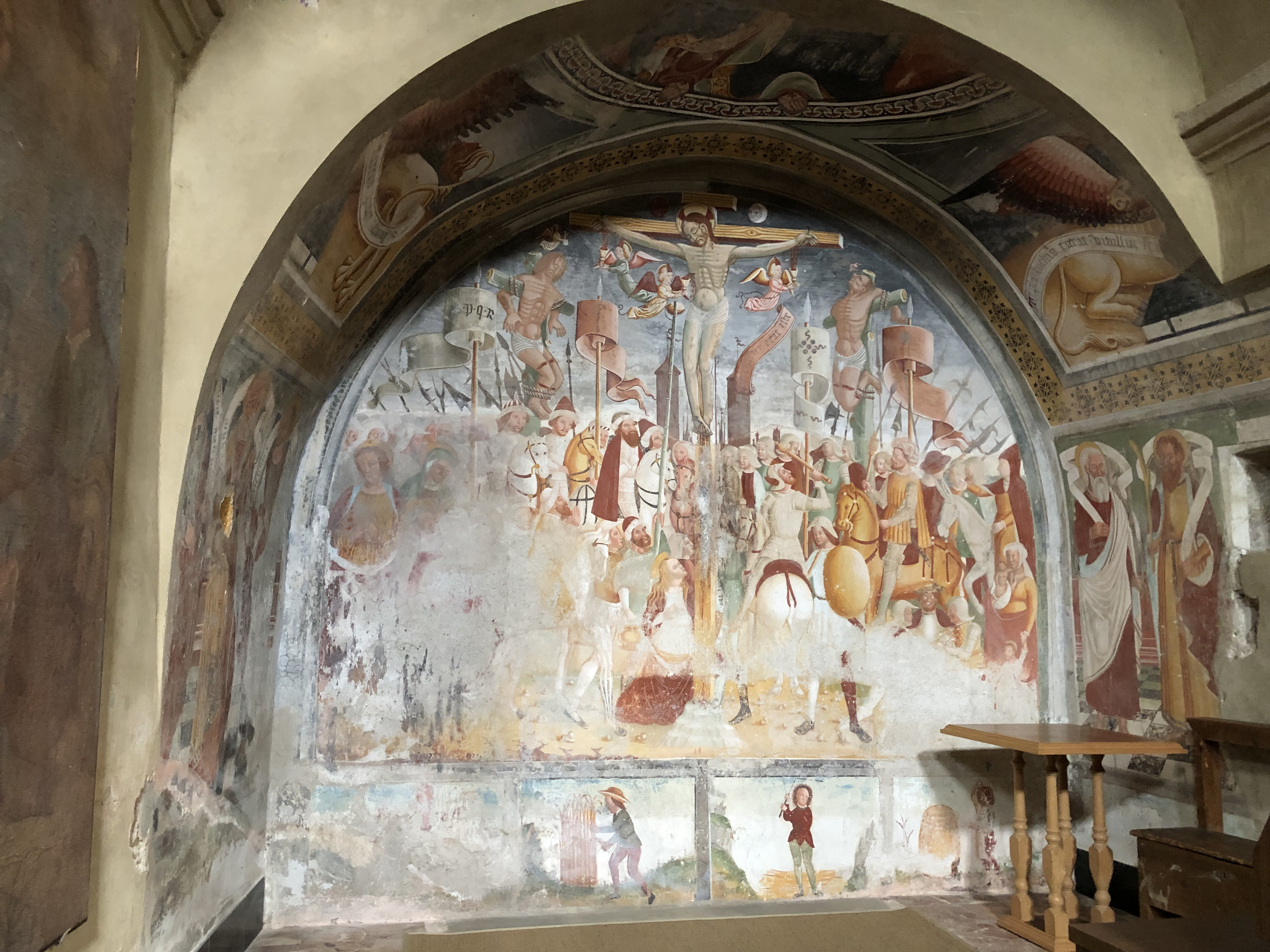
Crocifissione - Opera di Guglielmo da Montegrino - Chiesa di San Giorgio a Brissago Valtavaglia (Varese)

Guglielmo Iotti, detto Guglielmo da Montegrino (Montegrino, ... – 1527), è stato un pittore e pronotaio italiano.

## Biografia
Al 1488 risale la sua prima opera datata e firmata nella Chiesa di San Martino a Montegrino Valtravaglia e il primo atto in cui figura come pronotaio (notaio abilitato all’esecuzione di atti di secondaria importanza). Sempre nello stesso anno sposò Caterina, che morì nel 1500. Sposò, in seconde nozze Giovanna Marcozzi, da cui ebbe un figlio maschio, Antonio Maria e tre figlie. La sua attività pittorica si svolse in alcune chiese nel nord della sponda lombarda del Lago Maggiore, mentre un’opera si trova nella chiesa di Viggiona della sponda piemontese. Stilisticamente legato alla pittura medievale, rifuggì da qualsiasi sperimentazione artistica anche perché, come si evince da un contratto di commissione, che ci è pervenuto, i suoi committenti gli richiedevano esplicitamente opere di tipo tradizionale. Ebbe una buona conoscenza del latino medievale e parecchie delle sue opere sono corredate di accurate epigrafi con il nome dell’autore, quello dei committenti e la data di esecuzione.

## Opere firmate
- 1488 San Bernardino da Siena – Chiesa di San Martino – Montegrino Valtravaglia
- 1503 Madonna di Loreto – Chiesa di San Biagio – Voldomino (Luino)
- 1500 circa – Crocifissione con la Maddalena – Chiesa della Madonna del Carmine – Luino
- 1504 Madonna del latte e San Rocco – Chiesa della Madonna di Campagna o delle Grazie – Viggiona (Trarego Viggiona)
- 1509 Epigrafe – Collegiata di San Vittore – Bedero Valtravaglia (Brezzo di Bedero)
- 1517 Madonna del latte tra i Santi Antonio abate e Bernardo - Chiesa di San Michele al Monte - Alpe San Michele (Porto Valtravaglia)
- 1517 Madonna col Bambino – Chiesa di San Rocco e Madonna della Neve – Ligurno (Porto Valtrvaglia)
- 1522-1523 Crocifissione – Apostoli – Mesi – Chiesa di San Giorgio – Brissago Valtravaglia – Di quest’opera è conservato anche il contratto di commissione.

## Opere attribuite
- 1490-1500 circa - San Bernardino da Siena – Chiesa di San Martino – Montegrino Valtravaglia
- 1510 Decorazione dell’abside della navata centrale – Collegiata di San Vittore – Bedero Valtravaglia (Brezzo di Bedero)
- verso 1510 Decorazione dell’abside meridionale – Collegiata di San Vittore – Bedero Valtravaglia (Brezzo di Bedero)
- 1517 circa – Madonna del latte tra i Santi Giovanni Battista e Antonio abate – Cappella della Pianca Runo (Dumenza)

## Bibliografia

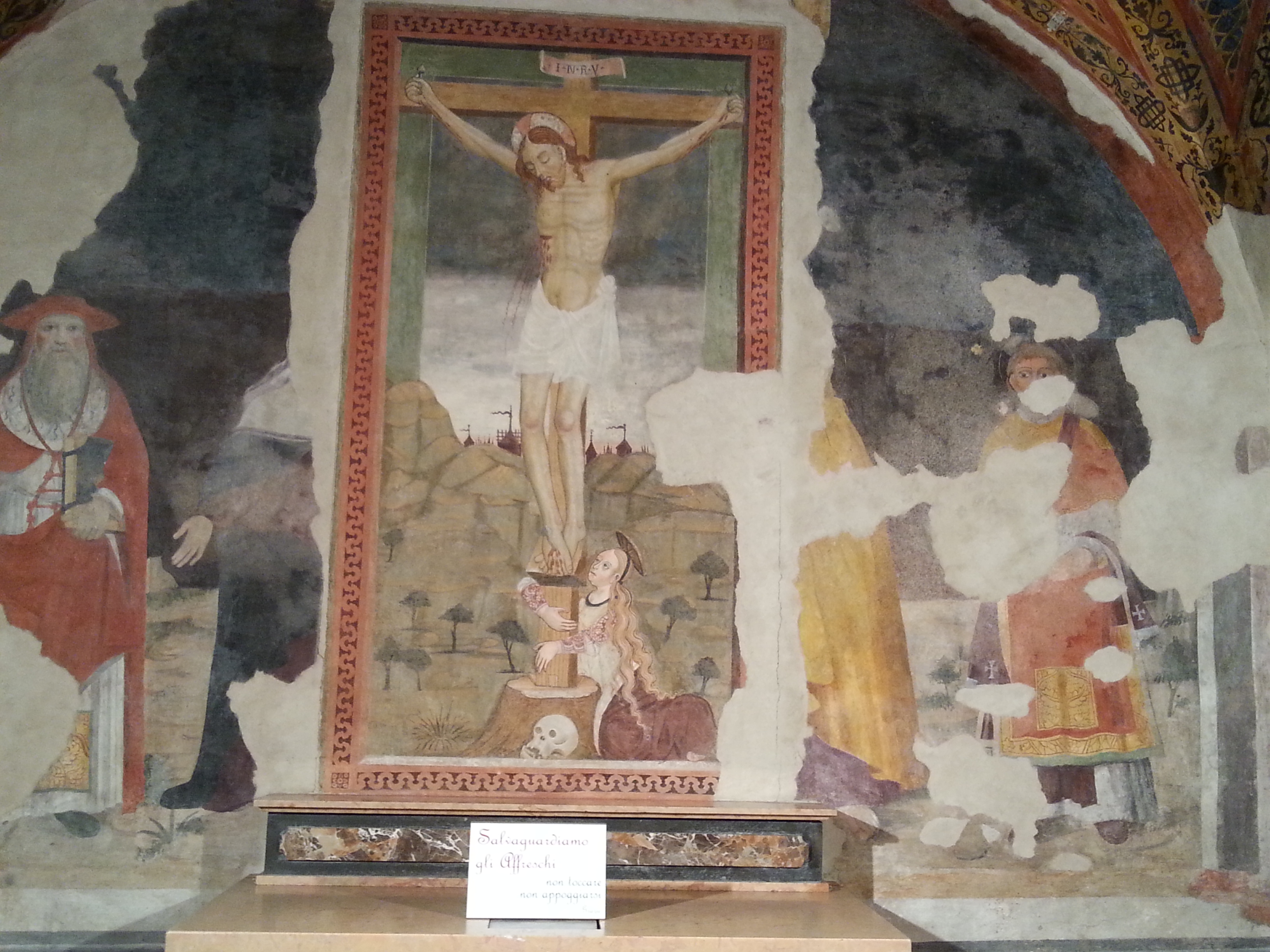
Guglielmo da Montegrino - Crocifissione con la Maddalena - Santuario della Madonna del Carmine - Luino